# Bošice (nádraží)
Bošice jsou dopravna D3, která leží v km 12,922 trati Pečky – Bečváry a v km 0,000 odbočné trati Bošice – Kouřim. Nachází se u vesnice Bošice v okrese Kolín. 

## Historie
Provoz zde byl zahájen 25. října 1881, tehdy bylo nádraží pojmenováno německy Boschitz. V roce 1918 byl název změněn na Bošice, o 4 roky později na Bošice u Kouřimi a v roce 1924 se označení vrátilo zpět na Bošice. Německý název dopravna nesla ještě za druhé světové války, poté bylo pojmenování opět změněno na Bošice.
V minulosti vedla z dopravny i vlečka do cukrovaru do Svojšic, která ale v plné délce fungovala pouze do roku 1926. V současnosti[kdy?] funguje pouze její část, a to jako vlečka do areálu Správy státních hmotných rezerv.

## Popis
Nachází se zde výpravní budova, která prošla v roce 2023 rekonstrukcí. Cestujícím slouží přístřešek. Nejsou zde poskytovány žádné další služby cestujícím.[zdroj?]
Ve směru od Plaňan dopravna začíná lichoběžníkovou tabulkou (LT) v km 12,480, končí ve směru na Kouřim LT v km 0,200 (= 13,122) a ve směru na Zásmuky LT v km 13,070.
V dopravně se nacházejí dvě dopravní koleje (č. 1 a 2), přičemž jízda směr Kouřím je možní pouze z koleje č. 2. Na straně u budovy jsou ještě manipulační koleje č. 3 a 5. U obou dopravních kolejí jsou vybudována nástupiště s nástupní hranou ve výšce 250 mm nad temenem kolejnice. Nástupiště u koleje č. 1 má délku 25 m, u koleje č. 2 pak 30 m. Přístup na nástupiště je úrovňový přes kolej č. 3 a 1.
Na které na kouřimském (zásmuckém) zhlaví navazuje vlečka BOLETEX Bošice. Jde o vlečku skladu Správy státních hmotných rezerv, ve kterém byly např. v roce 2014 uloženy nosníky, pražce a kolejnice.
V dopravně se nacházejí dva přejezdy: P4971 v km 12,543 na plaňanském záhlaví a P4981 v km 0,142=13,005 na opačném záhlaví. Přejezd P4971 je vybaven světelným přejezdovým zabezpečovacím zařízením bez závor, jedná se o křížení se silnicí III/33414. Druhý přejezd je trojkolejný, neboť na něm silnice III/33416 kříží vlečku i koleje směr Zásmuky a směr Kouřim. Tento přejezd je zabezpečen výstražnými kříži.